# Radio Finísima
Radio Finísima fue una estación radial chilena, fundada por Cristián Wagner Muñoz y existente entre 1986 y 1997. Su lema era Tu radio hoy (1995-1997).
Originaria de La Serena, en 1991 amplió su cobertura a diferentes ciudades en el país, incluyendo Santiago en 1994. Puede concebirse como antecesora de Radioactiva, emisora que heredó la mayoría de sus frecuencias.

## Historia
Finísima nació en La Serena en 1986, como una radio con programación musical para el adulto joven (similar a su competidora de la época Infinita); su lema era Para gente exigente.... A contar de 1991, al convertirse en red satelital, adoptaría un estilo juvenil-adulto. 
Originalmente cada emisora funcionaba de manera autónoma, pero con la llegada a Santiago en enero de 1994 (tras arrendar la Radio Umbral en el 95.3 MHz a la Corporación Metodista de Chile) Finísima se convirtió en una red satelital. 
Algunos de sus locutores fueron Rodrigo Valdivia, quien fue uno de sus fundadores, el más exitoso y talentoso locutor en La Serena en aquellos tiempos, Julián García-Reyes, Eleodoro "Lolo" Achondo, Marcelo González Godoy, Mauricio Reyes Ferrada, Rodolfo Roth, Katherine Salosny, Augusto Gatica, Benjamín Palacios, Carolina Jiménez, Carlos Sanders, Jaime Davagnino, Rodolfo Thiede, Juan Carlos "Pollo" Valdivia (quien también fue director artístico de la radio entre 1995 y 1996), Vanessa Reiss, Alfredo Alonso, Felipe Viel, Jorge Arriola Capitani, Ernesto Rumy, Lorena Gaete, Fernando Solabarrieta, entre varios otros.
En septiembre de 1994, Cristián Wagner se asoció con el grupo colombiano Caracol Radio, primer paso para la creación del Consorcio Radial de Chile (CRC). En 1997, la naciente Radioactiva ocuparía todas las frecuencias de Finísima, a excepción de Santiago, donde se estrenó en la frecuencia 92.5 MHz. En la 95.3 MHz nacería en enero de 1998 Radio Caracol, que posteriormente se trasladaría al 97.1 MHz en agosto de 1999, fusionándose con Radio Classica (propiedad de César Antonio Santis, Ricardo Bezanilla Renovales y Carlos Alberto Peñafiel Guarachi) y llamándose Radio Caracol-Classica, enfocada al jazz. En la 95.3 MHz nacería otro proyecto en enero de 2000: Los 40 Principales, tras pasar todas a ser controladas por el Grupo Prisa de España.

## Eslóganes
- Para gente exigente... (1986-1992)
- La red satelital de mayor contacto en Chile (1992-1995)
- Finísima, tu radio hoy (1995-1997)

## Antiguas frecuencias
Radio Finísima fue una de las primeras radioemisoras en poseer una red satelital a nivel nacional, junto con Radio Pudahuel y Radio Infinita. Sus frecuencias eran las siguientes: 
- 89.7 MHz (Arica), hoy Radioactiva.
- 104.9 MHz (Iquique), hoy Radio Caribe.
- 98.5 MHz (Calama), hoy Radioactiva.
- 100.5 MHz (Antofagasta), hoy Radioactiva.
- 92.1 MHz (Copiapó), hoy Radioactiva.
- 100.9 MHz (La Serena/Coquimbo), hoy Radioactiva.
- 90.7 MHz (Ovalle), hoy Radio 7 FM.
- 92.7 MHz (San Felipe/Los Andes), hoy Inicia Radio.
- 94.9 MHz (Gran Valparaíso), hoy Digital FM.
- 88.7 MHz (San Antonio), hoy Radioactiva.
- 98.5 MHz (Isla de Pascua), no existe.
- 95.3 MHz (Santiago), hoy Radio Disney.
- 98.9 MHz (Rancagua), hoy Radio Tu y yo
- 101.5 MHz (Talca), hoy Radio Marisol.
- 101.3 MHz (Chillán), hoy ADN Radio.
- 93.1 MHz (Gran Concepción, 1992-1993), hoy Rock & Pop.
- 105.5 MHz (Gran Concepción, 1993-1997), hoy Digital FM.
- 94.5 MHz (Los Ángeles), hoy Radio Armonía.
- 92.1 MHz (Temuco), hoy ADN Radio.
- 100.3 MHz (Puerto Montt), hoy Radioactiva.
- 92.9 MHz (Coyhaique), hoy Radioactiva.
- 105.7 MHz (Punta Arenas), hoy Radioactiva.

La gran mayoría de las frecuencias de Finísima continúan siendo parte de la red de Radioactiva; aunque algunas han sido traspasadas a otros grupos nacionales o locales.